# Храм Святого Николая (Луга)
Храм Святого Николая — католический храм в городе Луга (Ленинградская область). Памятник архитектуры, построен в 1904 году. Расположен по адресу: ул. Урицкого, д. 44. Приход Святого Николая административно относится к северо-западному региону Архиепархии Матери Божией (с центром в Москве), возглавляемой архиепископом митрополитом Паоло Пецци.

## История
В конце XIX века в Луге проживало 460 католиков, в основном работавших на железнодорожной станции. В 1895 году католическая община города подала прошение о постройке деревянной часовни. Разрешение, однако, было дано только в 1902 году. За это время планы общины изменились и с разрешения властей вместо деревянной часовни был воздвигнут небольшой кирпичный храм в псевдоготическом стиле по проекту Г. Дитриха. 20 июня 1904 года архиепископ Ежи Шембек освятил храм во имя Святого Николая.
В 1906 году рядом с Лугой был обустроен сиротский приют, в котором работал католические монахини. С 1909 года лужский храм получил статус филиальной церкви храма Святой Екатерины в Санкт-Петербурге, в том же году было открыто приходское училище. С началом Первой мировой войны число прихожан резко выросло за счёт беженцев из западных регионов империи, в 1916 году их количество составляло 13 тысяч человек.
В 1922—1923 годах церковь закрывалась. Окончательно храм закрыт в 1937 году, настоятель прихода и 22 прихожанина арестованы и впоследствии расстреляны на Левашовской пустоши. После Второй мировой войны в храме был оборудован спортзал, который проработал до 90-х годов. Располагалась секция дзюдо.
В середине 90-х годов XX века после восстановления нормальной деятельности Католической церкви на территории России и после многочисленных ходатайств верующих храм был вновь передан Церкви. 9 ноября 1996 года архиепископ Тадеуш Кондрусевич вторично освятил храм св. Николая. Некоторое время приход окормляли священники из Пскова, с 1999 года лужский приход имеет постоянного настоятеля, в настоящее время это о. Ежи Глински SDB.

## Архитектура
Здание церкви построено из красного кирпича в неоготическом стиле. Фронтон храма увенчан небольшой башней. Ранее на башне был шпиль, до нашего времени он не сохранился. По бокам находятся ещё две башни, увенчанные крестами. Боковые стены расчленены шестью высокими стрельчатыми окнами с каждой стороны. В задней части храма к основному нефу примыкает более низкий, прямоугольный в плане пресвитерий, по обе стороны которого располагаются ризницы.